# Transport szynowy

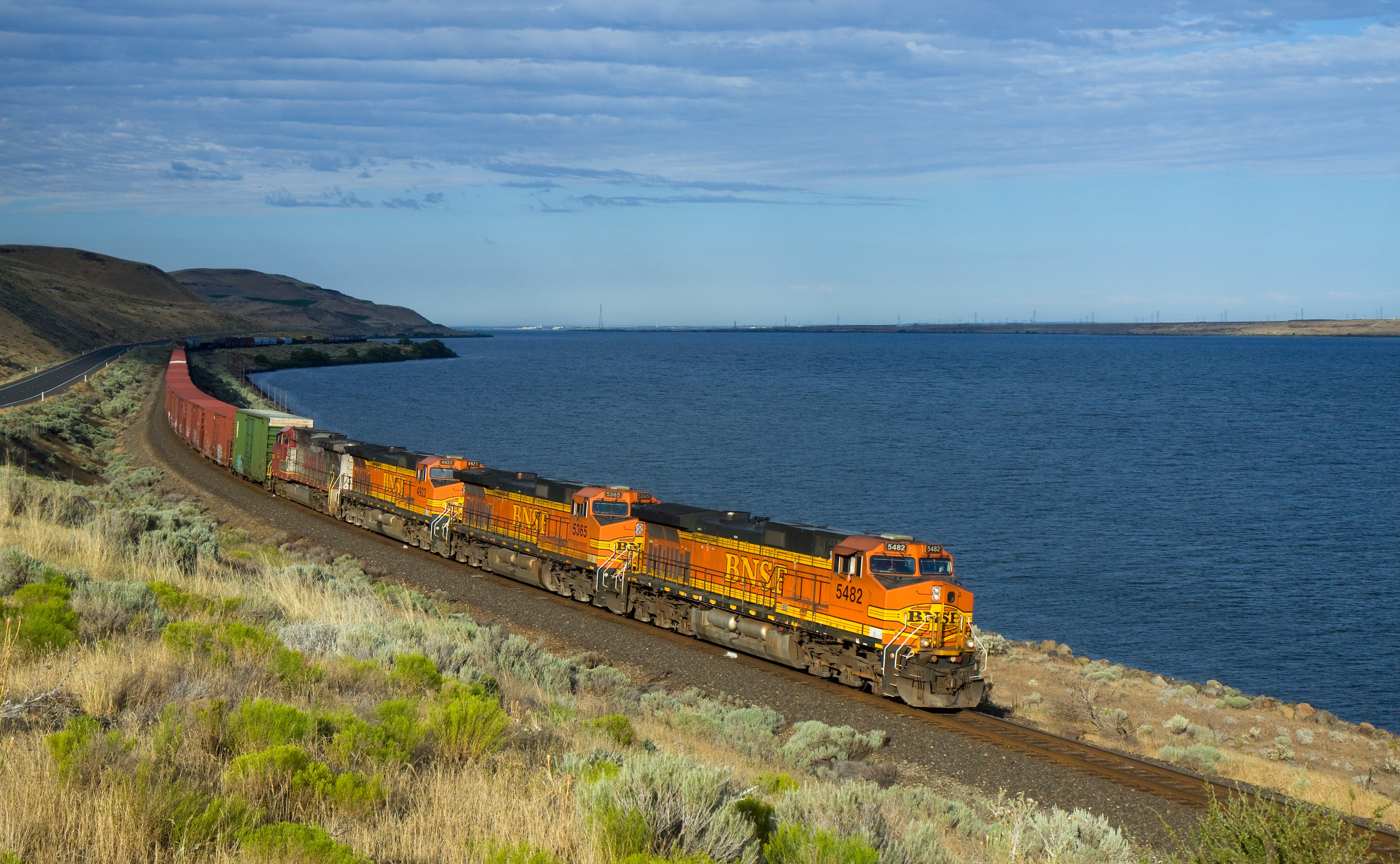
Pociąg towarowy BNSF między Kennewick i Wishram. Lokomotywy to prawdopodobnie cztery GE Dash-9 C44-9W

Transport szynowy – przewóz osób lub ładunków środkiem transportu poruszającym się po szynach lub torach kolejowych, w tym tramwajem lub metrem.
Typowy podział rodzajowy transportu szynowego obejmuje kolej, metro oraz tramwaje.